# Базальтова теплоізоляція
°
Теплоізоляційні вироби з мінеральної вати на основі базальтового волокна.
Вироби теплоізоляційні з мінеральної вати на основі базальтового волокна (базальтова теплоізоляція) виготовляють з гірських порід базальтової групи. Як сировину використовують гірські породи базальтової групи (частка базальту за об'ємом становить близько 70 %, розкислювачі доломіти, доменний шлак — 30 %.
Виробничий процес розпочинається з розплавлення гірської породи при температурі 1500°С. Розплав породи витягується в волокна, після чого наносяться сполучні та гідрофобізуючі компоненти. Як в'яжучий компонент використовують карболо-карбомідні смоли, які не містять у своєму складі вільного фенолу. Вміст органічних речовин становить за масою 2,5 — 5 %.
Базальт — найпоширеніша гірська порода, основна порода дна океану, складається з плагіоклазу і містить відносно небагато кремнію (менше 50 %). Звичайно темно-сірого кольору, але може бути зеленим, коричневим або чорним.
Доломіт — породоутворюючий мінерал класу карбонатів, подвійна вуглекисла сіль кальцію і магнію та осадова карбонатна гірська порода, що цілком або переважно складається з мінералу доломіту (близько 95 %), звичайно з домішками кальциту, іноді гіпсу, ангідриту та оксидів заліза.
Базальтова мінеральна вата як натуральний, неорганічний, отриманий в процесі плавки мінеральних порід продукт, є в повній мірі екологічним, натуральним теплоізоляційним матеріалом, з високими фізико-механічними властивостями. Базальтову теплоізоляцію застосовують для теплоізоляції будівельних конструкцій у житловому, громадському та промисловому будівництві, виготовлення сендвіч-панелей, теплової ізоляції поверхонь енергетичного устаткування, технологічного обладнання, трубопроводів, транспортних засобів тощо. Враховуючи те, що вироби відносяться до негорючих матеріалів (група горючості НГ), їх застосовують як ефективний вогнезахист будівельних конструкцій.
Мінераловатні базальтові плити стійкі до більшості хімічних речовин, мають високий коефіцієнт паропроникності. До складу зв'язуючих речовин мінеральної вати додаються гідрофобізуючі компоненти, які зменшують капілярне водопоглинання і насичення плити вологою з повітря. Завдяки своїй волокнистій структурі, плити мають відмінні звукоізоляційні властивості.
Вироби теплоізоляційні з мінеральної вати на основі базальтового волокна випускають у вигляді:
- плит
- ламелей
- матів ламельних
- циліндрів

У будівництві базальтову теплоізоляцію застосовують для тепло-, звукоізоляції покрівель, перекриттів, фасадів, перегородок, підлог, вогнезахисту металевих, залізобетонних конструкцій, повітропроводів тощо. Вироби кашировані алюмінієвою фольгою, є оптимальним рішенням для теплоізоляції камінів, саун та бань.
Відповідність якості, безпечності матеріалів з базальтових мінеральних виробів підтверджують протоколами випробувань, сертифікатами відповідності вимогам НД, висновками ДСЕС.